# Flèche noire
Blackagar Boltagon, alias Flèche noire (« Black Bolt » en VO) est un super-héros évoluant dans l'univers Marvel de la maison d'édition Marvel Comics. Créé par le scénariste Stan Lee et le dessinateur Jack Kirby, le personnage de fiction apparaît pour la première fois dans le comic book Fantastic Four #45 en décembre 1965.
Flèche Noire est le souverain de la famille royale des Inhumains.

## Biographie du personnage

### Origines
Né dans la cité secrète d'Attilan dans l'océan Atlantique, Blackagar Boltagon est le fils de deux brillants généticiens de la race des Inhumains, Agon, le chef du conseil et Rynda. Alors que la plupart des jeunes Inhumains sont exposés aux brumes tératogènes dans l'enfance, Blackagar y est soumis in utero, acquérant alors de puissants pouvoirs soniques. Lors d'une colère, alors enfant, il détruit le laboratoire de ses parents. Afin de protéger les autres Inhumains de ses pouvoirs dévastateurs, il est placé dans une chambre insonorisée et on lui apprend à contrôler son pouvoir sonique destructeur.
À dix-neuf ans, il retrouve ses cousins et son frère Maximus (en) qui l'attaque immédiatement, pensant montrer au Conseil que Flèche noire ne pouvait pas diriger la cité à cause de ses pouvoirs. Finalement, Maximus est assommé et Flèche Noire est jugé digne d'être le nouveau roi.
Il apprend plus tard que son frère s'est allié avec des membres de la race Kree et se sert de son pouvoir pour arrêter le vaisseau extraterrestre. Le vaisseau, en flamme, s'écrase sur la tour du Conseil en tuant plusieurs membres, dont ses propres parents. En dépit de sa culpabilité, Flèche Noire est contraint de devenir monarque.
Quand Triton échappe de justesse à une tentative d'enlèvement par des humains, Flèche Noire décide de déplacer l'île d'Attilan et ses habitants dans l'Himalaya.
Par la suite, il affronte de nouveau Maximus et se lie d'amitié avec les Quatre Fantastiques, ceux-ci ayant aidé la famille royale.

### Parcours
Lors d'un voyage au Wakanda, Flèche Noire rencontre le roi T'Challa, alias la Panthère noire et l'aide à vaincre Psycho-Man (en) et l'Homme-sable.
Plus tard, il tente d'arrêter Hulk qui errait près de la cité d'Attilan, pour finalement lui offrir son amitié quand il comprend que celui-ci ne voulait, lui non plus, avoir de contact avec les humains.
Par la suite, Maximus se sert de ses pouvoirs mentaux pour que la famille royale des Inhumains et le Surfer d'argent s'affrontent, et fait aussi croire aux Inhumains que les Quatre Fantastiques ont attaqué la cité. Puis, Maximus lobotomise Flèche noire qui erre par la suite sur Terre, muet. Il est découvert par Magnéto qui le prend pour un mutant et tente de lui faire rejoindre sa cause. Mais, grâce à ses cousins, Flèche noire retrouve la mémoire et terrasse Magnéto.
Ayant une fois de plus réussi à stopper un Hulk enragé, Flèche noire décide de l'envoyer dans l'espace où Hulk atterrit sur la Contre-Terre du Maître de l'évolution. Dans les années suivantes, Flèche Noire et sa fiancée Médusa affrontent Blastaar, une invasion Kree, une guerre civile, et de nouveau Hulk.
Après que la guerre Kree-Skrull a presque détruit la Terre, Flèche Noire rejoint les Illuminati, un groupe secret des grands penseurs/dirigeants de la Terre qui souhaitent empêcher les désastres futurs. Souffrant de la pollution terrestre, les Inhumains sont guéris par Red Richards qui les aide ensuite à déplacer Attilan sur la Zone bleue de la Lune (en).
Flèche noire épouse finalement Médusa et celle-ci tombe enceinte, ce qui cause des tensions avec le Conseil car, chez les Inhumains, la reproduction naturelle est très surveillée. Médusa s'enfuit et accouche sur Terre de Ahura (en). Le Conseil accepte finalement de laisser vivre l'enfant.
Plus tard, le mutant Apocalypse recrute des Inhumains et s'empare d'Attilan. La famille royale s'allie à Facteur-X. Quand il découvre que le conseil est corrompu, Flèche noire les chasse et fait revenir la cité d'Attilan sur Terre, grâce aux Quatre Fantastiques. La cité se situe alors sur une petite île proche du Portugal.
Ahura est écarté de ses parents par le nouveau Conseil, craignant qu'il ne soit fou comme son oncle Maximus. Quand le Portugal attaque la cité d'Attilan pour en prendre possession, Flèche Noire la fait de nouveau déplacer, cette fois-ci dans l'Himalaya.
Un jour, le kree Ronan l'Accusateur transporte la ville dans l'espace, souhaitant rallier de force la famille royale à son plan contre ses ennemis shi'ar. Flèche noire se rebelle et libère son peuple. Il demanda ensuite asile aux Nations unies qui refusent, et les Inhumains retournent vivre sur la Lune. Toutefois, afin d'entretenir de bonnes relations avec les gouvernements de la Terre, Flèche Noire autorise un petit groupe de jeunes Inhumains à partir étudier aux États-Unis.

### Secret invasion
Lors des évènements de Secret Invasion, on apprend que Flèche Noire a été remplacé par un Skrull.
Flèche Noire est pris en embuscade par l'Empire Skrull à un moment donné, après avoir perdu sa couronne et avoir été libéré de l'emprisonnement par Maximus, alors qu'il se rendait à une réunion des Illuminati. Il est ensuite fait prisonnier et retenu à bord du cuirassé skrull Ryb'ik. Les Skrulls prévoyaient d'utiliser son cri quasi-sonique comme leur arme la plus puissante et la plus meurtrière. Un Skrull commence alors à se faire passer pour Flèche noire.
Pendant ce temps, Hulk, aigri d'avoir été exilé sur la planète Sakaar, retourne dans ce système solaire et attaque l'imposteur Skrull, qu'il pensait être le vrai Flèche noire. Même si ce « Flèche noire » est capable au début de repousser Hulk, le Titan vert se relève et le bat à plate couture. Hulk asservit ensuite le faux Flèche noire avec un disque de contrôle et le force à se battre en tant que gladiateur. Plus tard, les Illuminati découvrent l'imposteur skrull parmi eux. Flèche Noire est sauvé par Médusa et la famille royale des Inhumains, puis retourne à Attilan pour co-gouverner le royaume avec Maximus.
Il prend ensuite des mesures agressives contre les Skrulls et déploie des inventions conçues par Maximus pour exploiter ses pouvoirs quasi-soniques à des fins militaires. La ville d'Attilan devient un navire armé qui traque et détruit les navires skrull en fuite, ainsi que certains navires shi'ar essayant de l'intercepter. Il viole les défenses kree puis force Ronan et les Kree à lui prêter allégeance.

## Pouvoirs et capacités
Alors qu’il était encore dans le ventre de sa mère, Flèche noire a été exposé aux brumes tératogènes et a acquis des pouvoirs surhumains. Il dispose de vastes capacités, supérieures à celles de la plupart des Inhumains. Ces pouvoirs se regroupent en deux catégories, la « manipulation électronique » et son pouvoir de disruption « quasi sonique ».
Comme les autres Inhumains, il est physiquement supérieur aux êtres humains normaux, en raison des modifications génétiques opérées par son peuple. Il est plus rapide, plus endurant, plus fort et plus résistant aux blessures qu'un humain normal, et possède des réflexes accrus. Cependant, compte-tenu de leur isolement par rapport au reste de l'humanité, les Inhumains ont perdu certaines immunités liées aux maladies et à la pollution ; à présent, ils sont moins résistants que les humains aux virus, microbes et à l’atmosphère polluée de la Terre.
Le personnage est notamment caractérisé par sa voix, singulière, qui possède une capacité d'électronisation liée au centre de la parole de son cerveau. Le fait de parler (ou même de tousser) déclenche chez lui une perturbation massive sous la forme d'une rafale d'énergie dévastatrice, capable de raser une ville. En raison du danger extrême posé par ce pouvoir, Flèche Noire a suivi un entraînement mental rigoureux pour s'empêcher de faire entendre le moindre son, même dans son sommeil. Devant rester complètement muet, il s'exprime via la langue des signes ou grâce à un porte-parole.
- Flèche Noire peut absorber les électrons pour augmenter sa force, sa vitesse, son endurance et sa résistance physique, voler dans les airs ou projeter des rafales d'énergies.
- Quand il parle, il libère des électrons sous forme d'une rafale sonique, assez puissante pour détruire tout son entourage. Ainsi, il est condamné à rester muet.
- La petite antenne sur son front lui permet de canaliser son pouvoir et de produire un laser.

## Apparitions dans d'autres médias
Sauf indication contraire, les informations mentionnées dans cette section peuvent être confirmées par la base de données cinématographiques IMDb,  présente dans la section « Liens externes ».

### Télévision
- 2013 : Hulk et les Agents du S.M.A.S.H. (série d'animation)
- 2014 : Ultimate Spider-Man (série d'animation)
- 2016 : Les Gardiens de la Galaxie (série télévisée d'animation)
- depuis 2016 : Avengers : Ultron Revolution (série d'animation)

Interprété par Anson Mount dans l'univers cinématographique Marvel
- 2017 : Inhumans (série télévisée)[9]
- 2022 : Doctor Strange in the Multiverse of Madness (film)

## Dans la culture populaire
Le bassiste Gene Simmons, membre du groupe de rock Kiss, cite l’uniforme de Flèche noire comme l’une de ses influences pour son propre costume de scène,.